# Campillo (Segovia)
Campillo es una entidad de población española del municipio de Segovia, perteneciente a la provincia homónima, en la comunidad autónoma de Castilla y León.

## Historia
Hacia mediados del siglo XIX, el lugar, por entonces perteneciente a Fuentemilanos, estaba despoblado. Aparece descrito en el quinto volumen del Diccionario geográfico-estadístico-histórico de España y sus posesiones de Ultramar de Pascual Madoz con las siguientes palabras:

CAMPILLO: desp. en la prov. y part. jud. de Segovia (2 1/2 leg.), térm. jurisd. de Fuentemilanos (1/4): sit. en un hermoso llano; le combaten todos los vientos, y su clima es mediano; hay una casa de labranza con bastantes comodidades para personas y ganados, y un poco del que se utilizan los que en la misma habitan; hoy es cot. red. perteneciente á los estados del Sr. conde de Sta. Coloma; y su terreno se calcula en unas 700 obradas, las 500 de tierra labrantia, 70 de prados, 30 de monte y las 100 restantes infructíferas. prod.: trigo, cebada, centeno, algarrobas, garbanzos y avena, y el prod. general de estas especies por quinquenio, se regula en 1,000 fan.: el prado es abundante en yerbas y el monte en caza, especialmente de liebres; paga el colono de renta anual 325 fan. de trigo, y cebada por mitad.
(Madoz, 1846, p. 355)

En la actualidad, pertenece al municipio de Segovia.